# Jewgienij Makarienko
Jewgienij Michajłowicz Makarienko (ros. Евгений Михайлович Макаренко, ur. 10 października 1975 w Niżniewartowsku) – rosyjski bokser, dwukrotny złoty medalista mistrzostw świata i Europy.

## Kariera amatorska
W 1998 roku Makarienko zdobył brązowy medal w wadze ciężkiej podczas mistrzostw Europy w Mińsku. W półfinale przegrał z Włochem Giacobbe Fragomenim.
W 2001 roku zdobył złoty medal w wadze półciężkiej na mistrzostwach świata, w Belfaście.
W 2002 roku zdobył złoty medal podczas mistrzostw Europy w Permie. W finale pokonał Wjaczesława Uzełkowa.
W 2003 roku zdobył złoty medal podczas mistrzostw świata w Bangkoku. W finale jego rywalem był Mahamied Aryphadżyjeu.
W 2004 roku startował na igrzyskach olimpijskich w Atenach. Odpadł w ćwierćfinale, przegrywając ze złotym medalistą Andre Wardem. W tym samym roku triumfował również na mistrzostwach Europy w Puli.